# Brion (Yonne)
Brion és un municipi francès, situat al departament del Yonne i a la regió de Borgonya - Franc Comtat. L'any 2007 tenia 604 habitants.

## Demografia

### Població
El 2007 la població de fet de Brion era de 604 persones. Hi havia 236 famílies, de les quals 52 eren unipersonals (24 homes vivint sols i 28 dones vivint soles), 76 parelles sense fills, 88 parelles amb fills i 20 famílies monoparentals amb fills.
La població ha evolucionat segons el següent gràfic:
Habitants censats

### Habitatges
El 2007 hi havia 298 habitatges, 243 eren l'habitatge principal de la família, 36 eren segones residències i 19 estaven desocupats. 297 eren cases i 1 era un apartament. Dels 243 habitatges principals, 215 estaven ocupats pels seus propietaris, 25 estaven llogats i ocupats pels llogaters i 3 estaven cedits a títol gratuït; 1 tenia una cambra, 14 en tenien dues, 48 en tenien tres, 70 en tenien quatre i 109 en tenien cinc o més. 202 habitatges disposaven pel capbaix d'una plaça de pàrquing. A 105 habitatges hi havia un automòbil i a 122 n'hi havia dos o més.

### Piràmide de població
La piràmide de població per edats i sexe el 2009 era:
| Homes | Edats   | Dones |
| ----- | ------- | ----- |
| 0     | 95 o +  | 0     |
| 0     | 90 a 94 | 0     |
| 0     | 85 a 89 | 4     |
| 8     | 80 a 84 | 4     |
| 16    | 75 a 79 | 12    |
| 16    | 70 a 74 | 12    |
| 4     | 65 a 69 | 16    |
| 12    | 60 a 64 | 16    |
| 0     | 55 a 59 | 8     |
| 12    | 50 a 54 | 12    |
| 36    | 45 a 49 | 12    |
| 8     | 40 a 44 | 24    |
| 40    | 35 a 39 | 32    |
| 28    | 30 a 34 | 36    |
| 8     | 25 a 29 | 4     |
| 24    | 20 a 24 | 12    |
| 8     | 15 a 19 | 28    |
| 20    | 10 a 14 | 28    |
| 20    | 5 a 9   | 32    |
| 4     | 0 a 4   | 20    |

## Economia
El 2007 la població en edat de treballar era de 404 persones, 306 eren actives i 98 eren inactives. De les 306 persones actives 282 estaven ocupades (142 homes i 140 dones) i 24 estaven aturades (9 homes i 15 dones). De les 98 persones inactives 39 estaven jubilades, 32 estaven estudiant i 27 estaven classificades com a «altres inactius».

### Ingressos
El 2009 a Brion hi havia 243 unitats fiscals que integraven 617,5 persones, la mediana anual d'ingressos fiscals per persona era de 20.141 €.

### Activitats econòmiques
Dels 18 establiments que hi havia el 2007, 2 eren d'empreses de fabricació d'altres productes industrials, 4 d'empreses de construcció, 4 d'empreses de comerç i reparació d'automòbils, 2 d'empreses financeres, 2 d'empreses immobiliàries, 3 d'empreses de serveis i 1 d'una entitat de l'administració pública.
Dels 6 establiments de servei als particulars que hi havia el 2009, 1 era un taller de reparació d'automòbils i de material agrícola, 2 paletes, 1 lampisteria, 1 empresa de construcció i 1 agència immobiliària.
L'any 2000 a Brion hi havia 12 explotacions agrícoles que ocupaven un total de 1.280 hectàrees.

## Equipaments sanitaris i escolars
El 2009 hi havia 1 escola maternal integrada dins d'un grup escolar amb les comunes properes formant una escola dispersa i 1 escola elemental integrada dins d'un grup escolar amb les comunes properes formant una escola dispersa.

## Poblacions més properes
El següent diagrama mostra les poblacions més properes.